# Kwahu East
Kwahu East är ett distrikt i Ghana.   Det ligger i regionen Östra regionen, i den södra delen av landet, 140 km norr om huvudstaden Accra.